# Capillaria
Capillaria är ett släkte av rundmaskar som beskrevs av Zeder 1800. Capillaria ingår i familjen Capillariidae.
Capillaria är enda släktet i familjen Capillariidae.
Kladogram enligt Dyntaxa:
| Capillaria | \| \| Capillaria aerophila \| \| \| \| \| \| Capillaria gracilis \| \| \| \| |
|            | \| \| Capillaria aerophila \| \| \| \| \| \| Capillaria gracilis \| \| \| \| |
|            | Capillaria aerophila                                                         |
|            |                                                                              |
|            | Capillaria gracilis                                                          |
|            |                                                                              |

## Bildgalleri

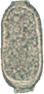
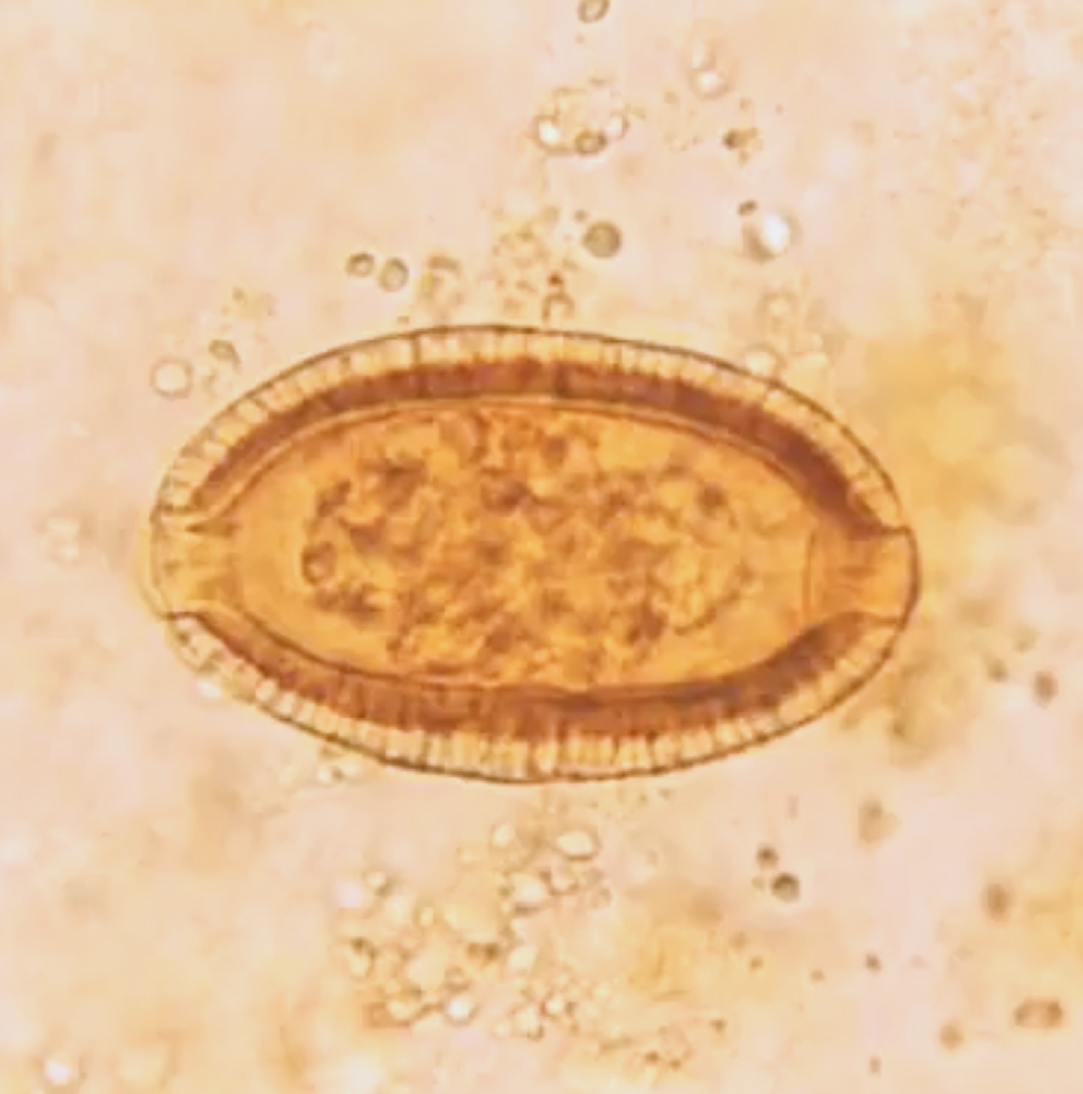
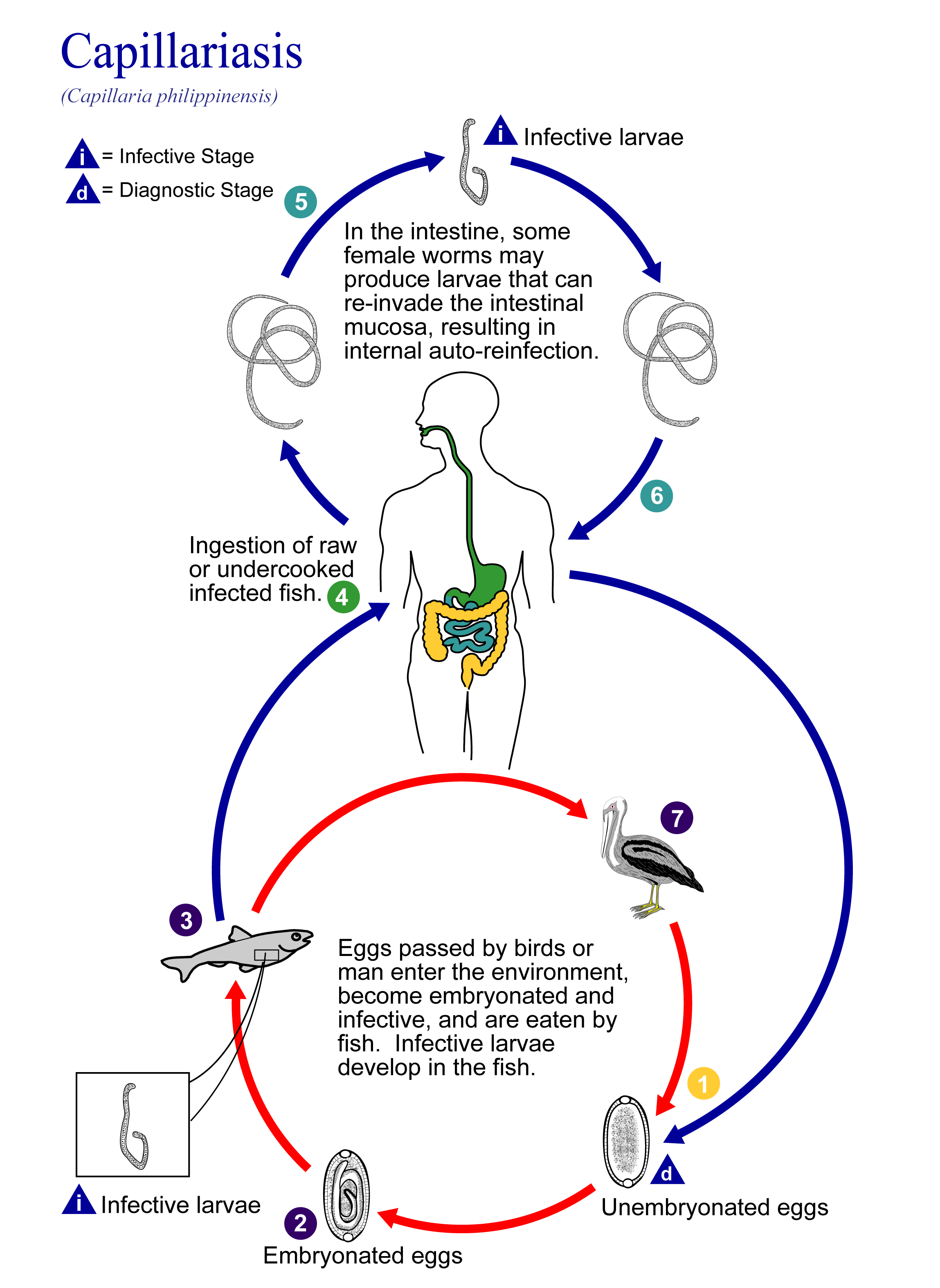
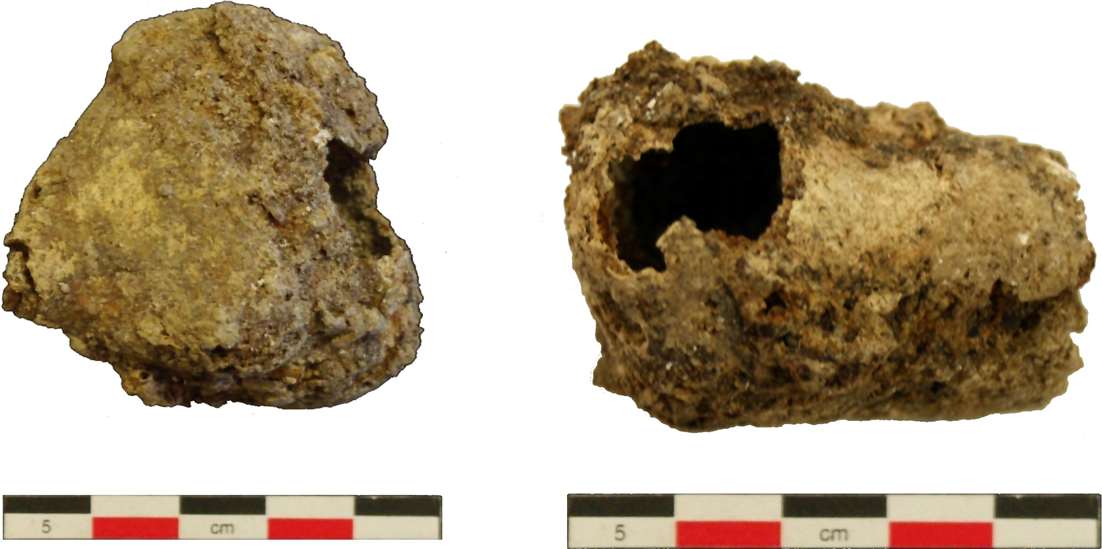
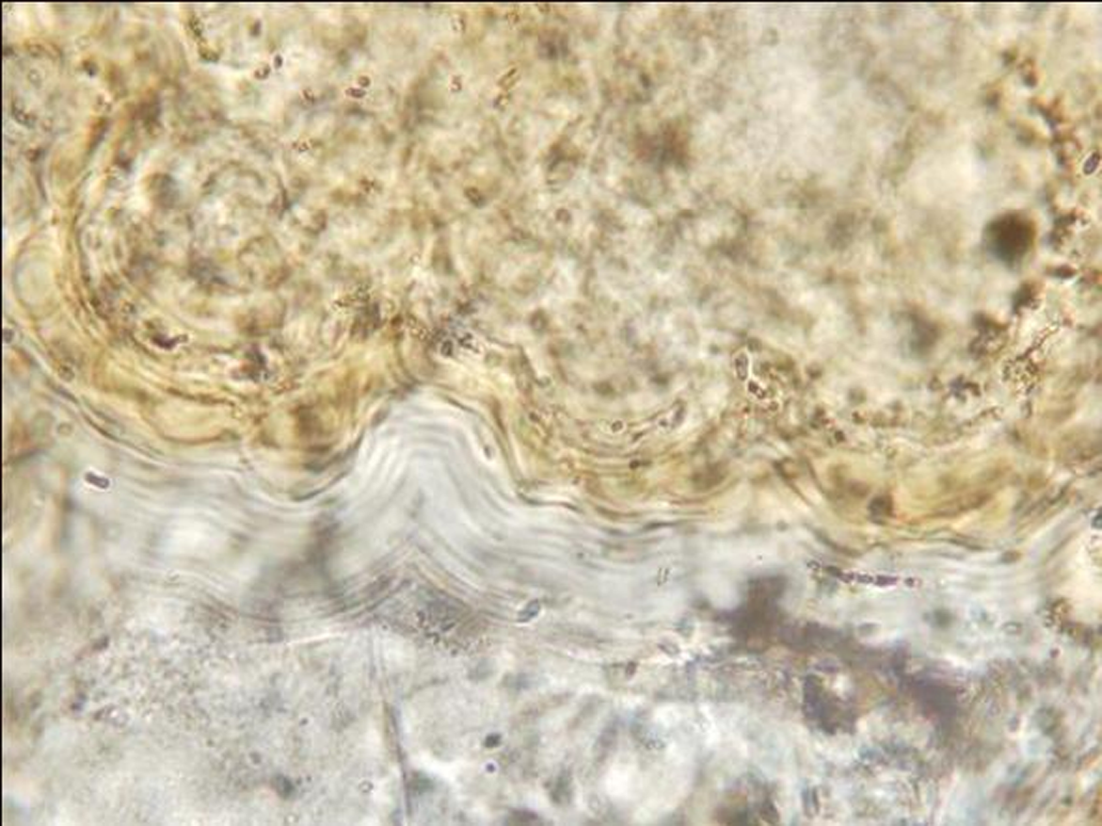
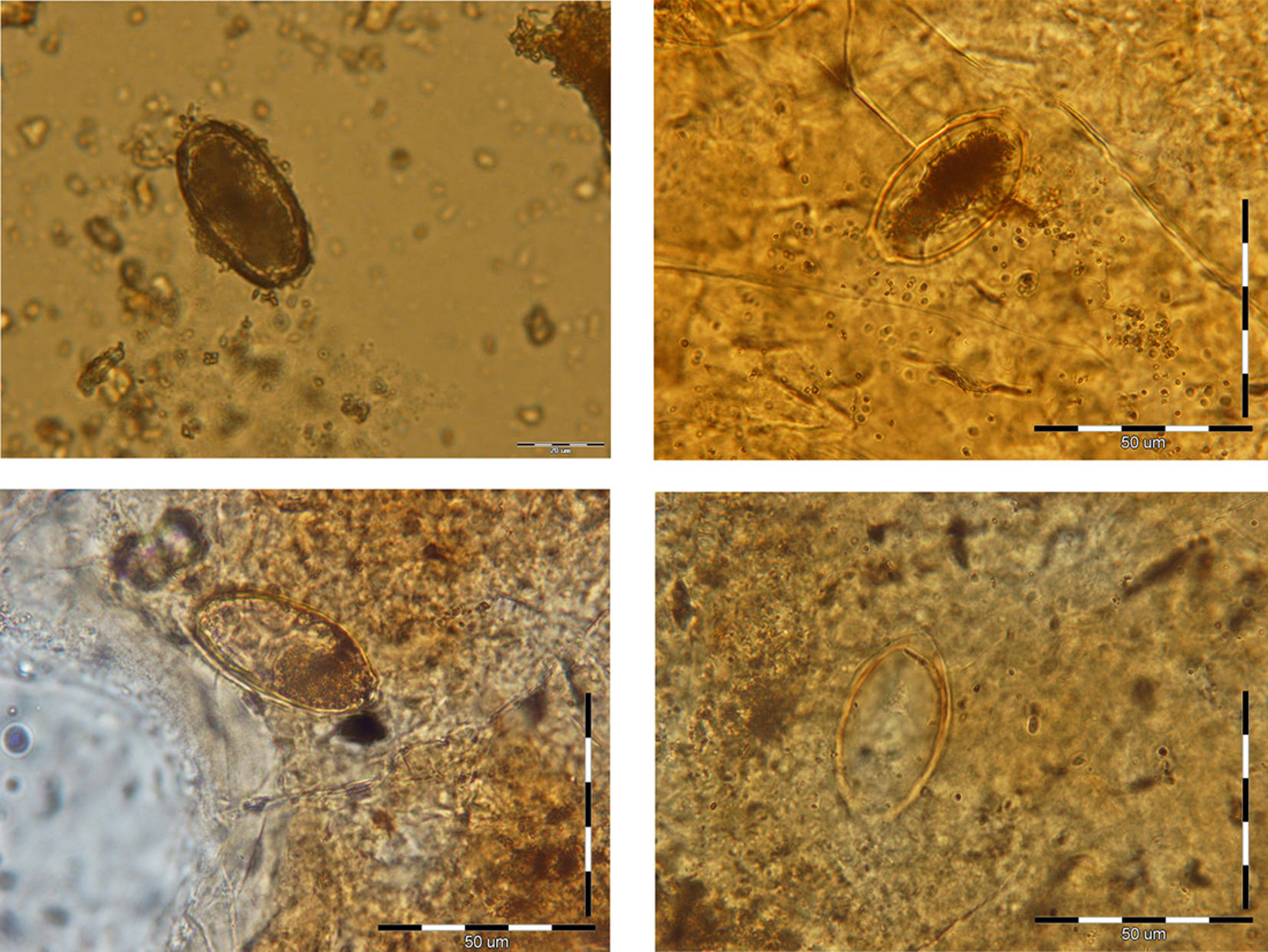